# Film Critics Circle of Australia
Il Film Critics Circle of Australia (FCCA) è l'organizzazione no-profit di critici cinematografici il cui scopo è quello di promuovere, valorizzare e sostenere in cinema internazionale ma soprattutto quello australiano. 
La principale attività della FCCA sono i prestigiosi FCCA Annual Awards for Australian Film - Features and Feature Documentaries.                                                                                     
Pur riconoscendo gli input creativi dell'industria cinematografica australiana, i Premi sono supportati anche da diverse aree dell'industria cinematografica e del settore della cultura cinematografica.         
Con la crescita dell'industria cinematografica australiana sono aumentati anche i premi, che vengono votati da tutti i membri della FCCA, e costituiscono un indicatore significativo del successo di un film.         
Il FCCA è composto da scrittori, critici, giornali nazionali e internazionali, radio, rappresentanti australiani di riviste come Vanety e Screen International e riviste cinematografiche che annualmente premiano il cinema con il Film Critics Circle of Australia Awards, il premio apposito dato dall'organizzazione.